# Pietro Cataldi
Pietro Antonio Cataldi (n. 15 aprilie 1548 la Bologna - d. 11 februarie 1626) a fost un matematician italian.

## Biografie
A fost profesor universitar la Florența, Perugia și Bologna, timp de 43 de ani.
La Bologna a fondat o Academie de Științe Matematice, care însă a fost închisă din ordinul Senatului, nu se știe din ce motiv.

## Activitate științifică
Deține un loc de frunte între matematicienii italieni din acea perioadă prin contribuțiile aduse în geometrie.
Foarte pasionat pentru matematică, adeseori și-a distribuit gratuit lucrările în peste 100 de orașe italiene cu scopul de a sprijini și stimula pe elevii merituoși, dar cu stare financiară precară.
La Cataldi au apărut printre primele lucrări despre fracțiile continue.
Cataldi a apărat lucrările lui Arhimede în contra acuzațiilor aduse de cuadraturistul Scalinger în legătură cu cuadratura cercului.
Mai mult, Cataldi a combătut cuadratura cercului propusă de Scalinger și alții.
Unele lucrări ale lui Cataldi sunt foarte rare.

## Scrieri
- Trattati di numeri perfetti

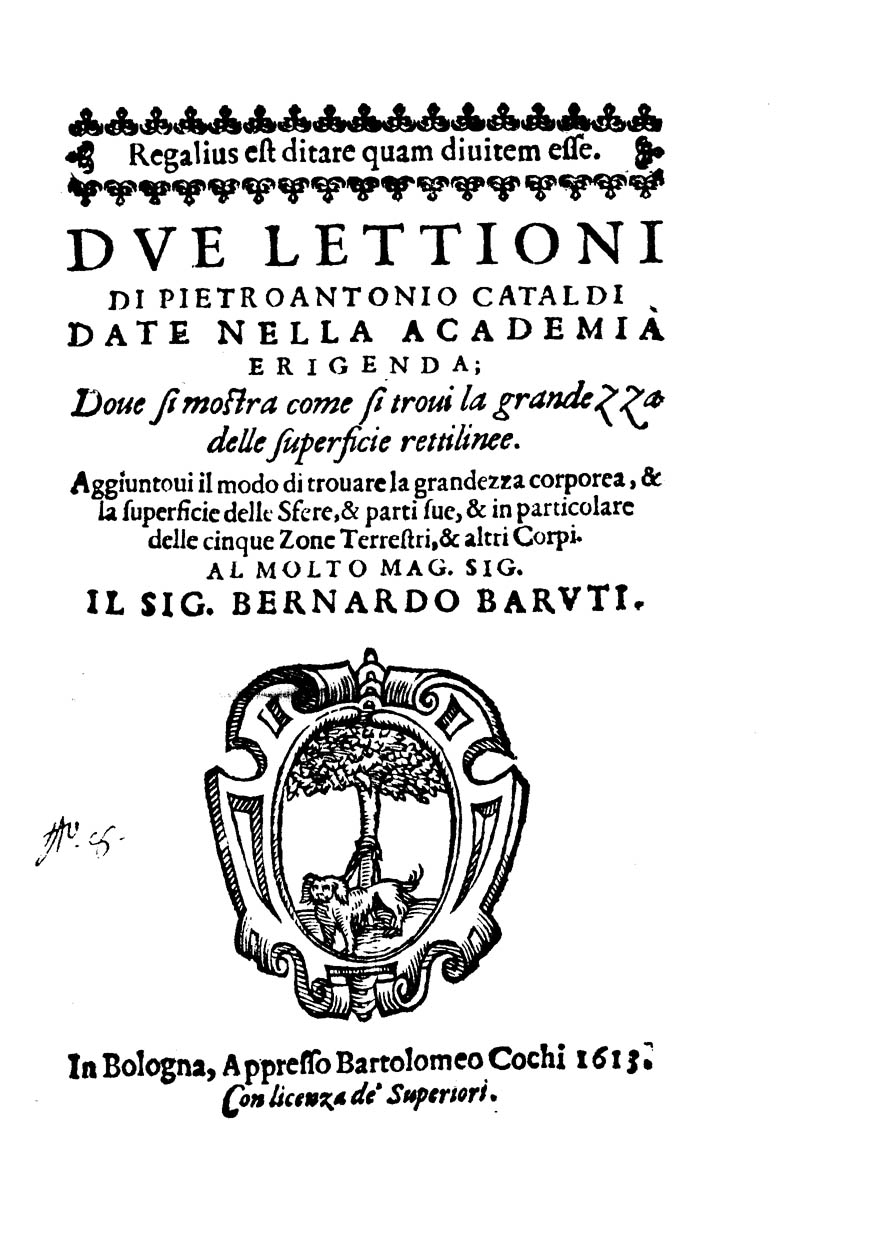
Due lettioni, 1613

- 1618: L'algebra discorsiva numerale e lineare
- 1619: La nuova algebra proprotionale
- Difesa d'Euclide dove si dimostra le opposizioni dati dal sig. Juan Alfonso Molino Cano a molte proposizioni degli Elementi d'Euclide non essere di valore, et, si mentiene chiara la certissima doctrina d'essi Elemente, lucrare prin care a stabilit adevărul propozițiilor lui Euclid pe care matematicianul spaniol Molino căuta să le infirme.

Și în Muntenia s-au găsit cărți de matematică de-ale lui Cataldi, tipărite în 1600 - 1625, aduse probabil de stolnicul Cantacuzino din Italia.